# B型次矮星

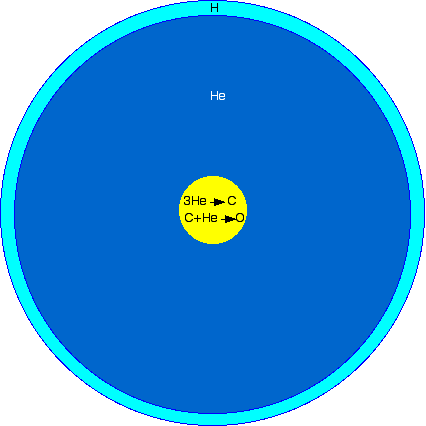
B型次矮星結構略圖。

B型次矮星（subdwarf B star，縮寫：sdB）是一種光譜類型B型的次矮星。這種恆星和典型次矮星不同的是它的表面溫度和亮度較高，在赫羅圖的位置是在「極端水平分支」。這些恆星的質量大約是0.5倍太陽質量，並且只含有1%氫，其餘成分大多是氦。而半徑則是太陽的0.15到0.25倍，表面溫度20000到40000 K。
B型次矮星是在恆星演化的晚期階段。紅巨星的核心開始進行氦的核融合之前失去主要由氫組成的外層，剩下的核心即為B型次矮星。這些紅巨星提早喪失質量的原因至今仍不明，不過聯星系統中和另一顆成員星的交互作用可能是主要機制。單一B型次矮星可能是兩顆白矮星合併的結果。B型次矮星被認為是恆星變成白矮星前沒有經過巨星階段的產物。
B型次矮星的光度高於白矮星，並且是年老高溫恆星群聚區域的主要成員星，例如球狀星團、螺旋星系核球、椭圆星系。這類恆星在紫外線影像中相當明顯。被認為是橢圓星系光譜中紫外線超量的原因。

## 觀測歷史
B型次矮星這種低亮度藍色恆星大約在1947年被弗里茨·兹威基和米爾頓·赫馬森在巡天時發現於北銀極。在帕洛馬－格林巡天中發現有一種亮度相當微弱，視星等在18等以上的藍色恆星。1960年代的光譜觀測發現大部分B型次矮星成分極為缺乏氫，甚至低於太初核合成理論中預測含量。1970年代早期傑西·格林斯坦和安妮拉·薩金特量測其表面溫度和重力以將該種恆星定位在赫羅圖的正確位置。

## 變異性
B型次矮星中又可分為三種變星：
第一種的光變周期在90到600秒之間，被稱為 EC14026 或長蛇座V361型變星，光譜形式 sdBVr，小寫字母 r 代表快速。斯特凡·查比涅提出這些變星光度變化的低階（l）和低級數（n）球谐函数聲學模型。它是由離子化的鐵族原子造成的不透明度驅動。這類恆星徑向速度曲線和光變曲線相位差90度，而有效溫度和表面重力加速度曲線似乎和光通量曲線是同相位的。在溫度與表面重力圖中可見到聚集在一起的短週期脈動體，即所謂的「經驗不穩定帶」。其範圍大約在28000–35000 K，log g=5.2–6.0。只有10%的B型次矮星落在這個不穩定帶內，並且被觀測到脈動。
第二種則是光變週期45到180分鐘的較長週期變星，光譜形式 sdBVs，小寫字母 s 代表慢速。這類變星的光度變化量極低，只有約0.1%。這類變星又稱為 PG1716 或武仙座V1093型變星，或者以 LPsdBV 表示。在口語中這類恆星又稱為「貝茜之星」（Betsy stars）。這種較長週期的變星表面溫度較第一種低，約23000–30000 K。
第三種變星則是長週期和短週期光變都有出現的混合型，光譜形式 sdBVrs。這種變星的原型是天貓座DW，即 HS 0702+6043。
| 變星        | 其他名稱        | 星座   | 距離（光年） |
| ----------- | --------------- | ------ | ------------ |
| 長蛇座V361  | EC 14026-2647   | 長蛇座 | ?            |
| 武仙座V1093 | GSC 03081-00631 | 武仙座 | ?            |
| 室女座HW*   | HIP 62157       | 室女座 | 590          |
| 室女座NY*   | GSC 04966-00491 | 室女座 | ?            |
| 飛馬座V391  | HS 2201+2610    | 飛馬座 | 4570         |

*食雙星

## 伴星
目前已知三顆B型次矮星擁有行星。飛馬座V391是第一個知道有行星存在的B型次矮星，室女座HW已知有兩顆行星；克卜勒70已知有兩顆行星，並可能有第三顆存在。